# 伏里施乔夫号岸防舰
伏里施乔夫号是德意志帝国海军于19世纪末建造的八艘齐格弗里德级岸防舰的第三艘，以北欧神话人物伏里施乔夫命名。舰只于1890年至1893年间在不来梅的威悉船厂建造，装备有三门240毫米口径箍炮作为主炮。它于整个1890年代都在德国舰队服役，并至1900－1902年间重建。1914年8月第一次世界大战爆发后，该舰被编入第六分舰队，但未参与任何实质行动。伏里施乔夫号于1915年复员，此后被用作宿营船。它于1923年被改造为商船使用，直至1930年拆解报废。

## 设计

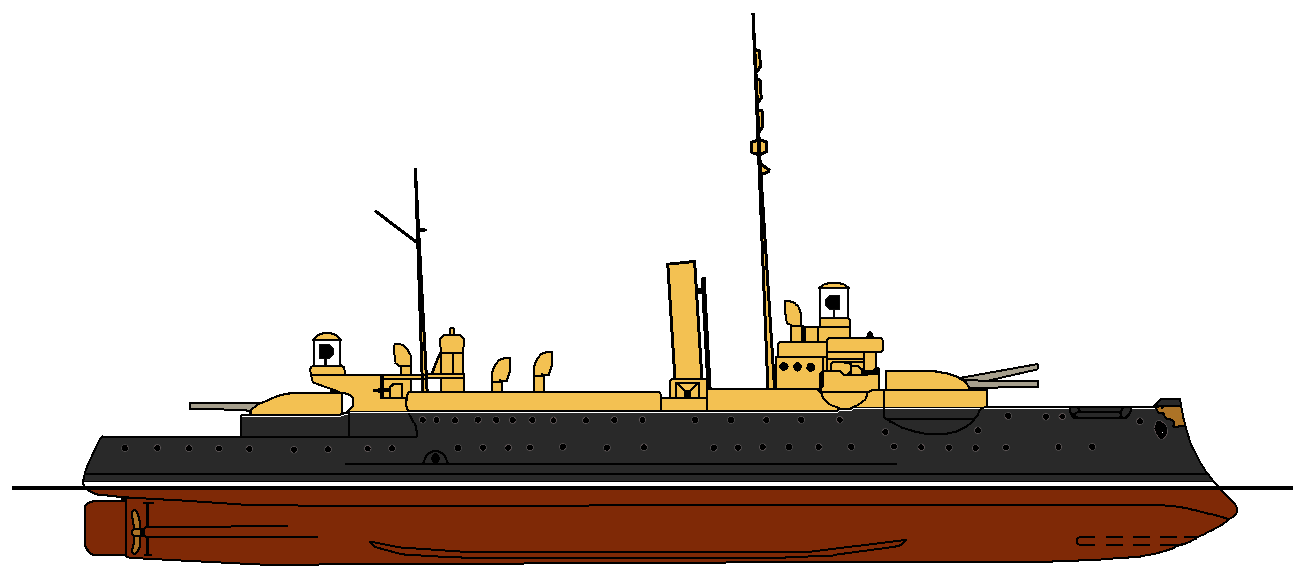
齐格弗里德级舰只的原始配置图

在19世纪80年代末，面对海军预算有限（由于帝国议会反对海军开支和威廉皇帝运河的疏浚费用），德意志帝国海军一直在努力解决建造何种主力舰的问题。作为新任帝国海军部长，列奥·冯·卡普里维中将提出了一系列设计方案，其范围涵盖了排水量2500吨的小型岸防舰，以及排水量9800吨的远洋战列舰。他最终决定以十艘岸防舰来保卫德意志湾的大型河口，因为即使在议会内，海军反对派也认为这类铁甲舰是必要的。其中的前六艘都是基于卡普里维提出的最小尺寸建造。
伏里施乔夫号的全长为79米，有14.9米的舷宽和最多5.74米的吃水深度，满载排水量达3801吨。舰只的推进装置由两台立式三缸三胀式蒸汽机组成，所需的蒸汽是通过四台燃煤锅炉供给。舰只的最高航速为15節（28每小時），并可以10節（19每小時）的速度续航1,490海里（2,760）。其标准船员编制为20名军官及256名士兵。
舰只的主炮是由克虏伯提供、安装在三个单座炮塔中的三门240毫米35倍径箍炮组成。其中两门并排放置在艏楼，第三门位于主舰艛的后方。它们共配备204枚弹药。副炮则由八门88毫米30倍径速射炮组成。此外，伏里施乔夫号还装备有六门37毫米机炮和四具直径为350毫米的鱼雷发射管。后者全部安装在甲板的枢转支架上，舰艏、舰艉以及舰舯两侧各有一具。舰只受到舰舯240毫米厚的水线装甲带和30毫米厚的装甲甲板保护。司令塔侧部的装甲厚度也有80毫米。

## 建造
舰只最初是由德意志帝国海军以“Q号四等铁甲舰”（Panzerschiffs IV. Klasse Q）为合同代号订购。来自不来梅的私营企业威悉船厂获得了建造合同，自1890年2月开始架设龙骨；大约十五个月后，即1891年7月21日，新舰得以下水。在下水仪式上，由时任北海海军基地司令的威廉·施罗德中将主持，为舰只冠以“伏里施乔夫”之名——这是出自古北欧传说中的一位英雄人物。此后，进一步的舾装工序又持续了十四个月。至1892年11月，伏里施乔夫号开始展开坞内试运转。

## 服役历史

### 和平时期
伏里施乔夫号于1893年2月23日在威廉港首次正式入役。它起初被编入演习舰队（Manöverflotte，即公海舰队前身）的第二总队，以顶替姊妹舰齐格弗里德号的位置。海试于同年3月完成。在1893年秋季的第一轮演习中，伏里施乔夫号是扮演法国敌对舰队的角色，模拟在北海遭到鱼雷艇的“攻击”。第二轮演习则在波罗的海进行，该舰及其岸防舰队友们再次扮演法国舰队。演习过后，伏里施乔夫号于10月1日成为新组建的北海预备役总队（Reserve-Division der Nordsee）的主力舰。1894年2月1日，姊妹舰贝奥武夫号接任了这一职能，伏里施乔夫号遂临时精简编制，成为一艘附属舰。随着在春季和夏季展开各种部队演练——包括偶尔与演习舰队的合练，因此舰只于4月对官兵数量进行了补充，以达到标准人员编制。在秋季演习期间，海军还临时组建了第二分舰队，伏里施乔夫号被编入此直至9月29日。演习结束后，舰只返回威廉港，其船员数量在冬季作进一步削减。

描绘伏里施乔夫号的画作

1895年的进程与前一年大致类似。作为一项特殊活动，威廉皇帝运河于6月21日正式通航，伏里施乔夫号出席了通航仪式。秋季演习结束后，该舰于9月28日退役。从1896年8月1日到9月21日，它又被重启以再次参加秋季演习。
由于严重的机械故障，贝奥武夫号必须前往船厂作长时间的维修，因此由伏里施乔夫号搭载其姊妹舰的船员于1896年11月14日重新启用。接下来的四年，它再度]接任北海预备役总队的主力舰职能。在此期间，伏里施乔夫号参与了舰队的各类演习。1898年5月31日至6月11日，该舰与贝奥武夫号一同前往挪威水域展开训练巡航，并先后抵达了莫尔德、奥勒松和斯塔万格等港口。1899年6月，伏里施乔夫号又在哥本哈根驻泊了较长一段时间。至秋季演习，该舰再被编入临时组建的第二分舰队，受海军少将保罗·霍夫曼指挥。该分舰队由六艘齐格弗里德级岸防舰组成。1900年9月20日，在伏里施乔夫号退役的同时，也结束了其作为北海预备役总队主力舰的职能。
1902年春天，但泽帝国船厂开始对伏里施乔夫号展开与同级其它姊妹舰类似的重建工作。舰只的舯部被切割并延长了近8米，排水量也增至4367吨。这使得燃料贮存量以及因此产生的最大航程得以显著提升。此外，还安装了新的锅炉装置以及了第二座烟囱，并调整了武器装备。其中37毫米机炮被全数移除，进而加装了两门88毫米炮，四具350毫米鱼雷管则替换为三具450毫米管。重建工程耗资约230万马克，并于1903年9月完工。
伏里施乔夫号于1903年9月29日重新投入使用，起初是进行常规的海试。这项工作结束后，舰只被编入活动舰队（自1907年起改称公海舰队）此时已是固定编制的第二分舰队。1904年7月至8月，伏里施乔夫号跟随该部队参与了活动舰队前往荷兰、设得兰群岛和挪威的训练巡航。秋季演习过后，舰只离开第二分舰队，成为在但泽新组建的预备役分舰队的主力舰。1905年5月，伏里施乔夫号与担任预备役分舰队第二主力舰的姊妹舰埃吉尔号一同，被编入临时组建的教练部队，受海军少将胡戈·蔡尔指挥。该部队主要在吕根岛附近和波罗的海中部进行演练。7月，两艘岸防舰搭载了各种测试设备，用于对天气进行科学研究。参加秋季演习的时间是在9月和10月。1906年的进程也与前一年类似，惟活动水域改至北海。在1905年至1906年间，将于二战期间担任海军总司令的埃里希·雷德尔曾在伏里施乔夫号舰上服役，职务为导航官。
1907年1月，伏里施乔夫号、埃吉尔号与小巡洋舰宁芙号被用作炮术训练舰，在但泽湾进行了联合演习。在2月和3月、4月15日至5月4日进行单舰训练之后，伏里施乔夫号再被编入受蔡尔少将指挥的教练及科研部队，并在随后的几个月中展开了多次训练。至秋季演习时，它则被编入临时组建的第三分舰队。8月31日，伏里施乔夫号不慎碰撞到了宁芙号的左舷舰艉，迫使后者退役并前往但泽维修。伏里施乔夫号在接下来两年的活动都与1907年十分近似。1909年8月，预备役分舰队获整体启用，并以预备舰队第三分舰队的名义参加了秋季演习。演习结束后，伏里施乔夫号在预备役分舰队的主力舰位置被战列舰德皇巴巴罗萨号所取代，从而于9月15日退役。

### 第一次世界大战
第一次世界大战爆发后，包括伏里施乔夫号在内的所有岸防舰都于1914年8月12日得到重新动员。它们被编入第六分舰队，受海军少将理夏德·埃克曼指挥，主要负责北海沿岸的防御。在波罗的海进行部队演练后，该分舰队的舰只于9月中旬都分布至德国北海沿岸的各河口。其中伏里施乔夫号获委派的作战区域为埃姆斯河口，它在当地担任前哨和警戒执勤直至1916年初。1916年1月5日，伏里施乔夫号首先被转移至基尔；五天后，它与姊妹舰希尔德布兰德号和奥丁号一同，进一步被移送至但泽。在那里，这艘已完全过时的舰只于1月16日退役。

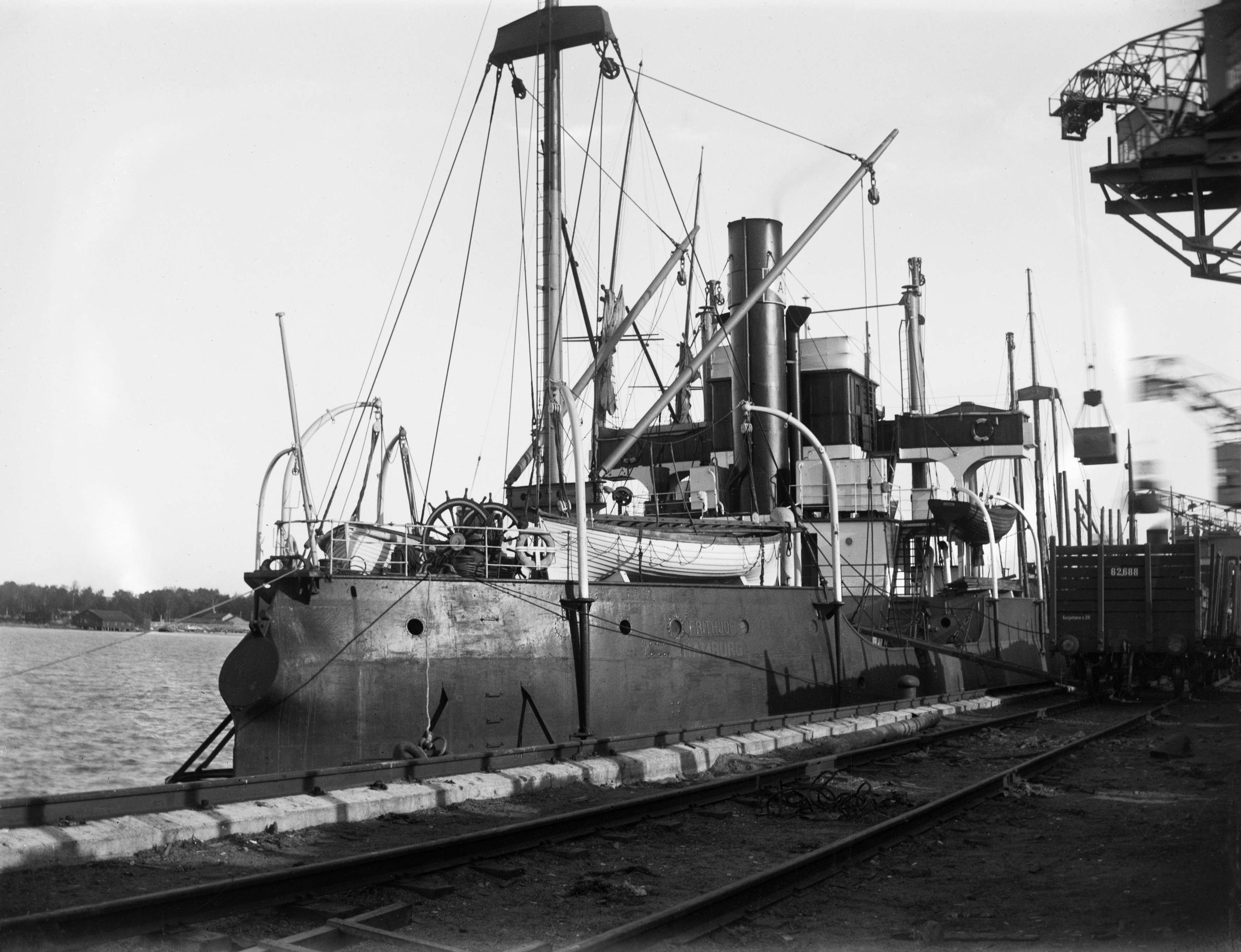
被改造为货船的伏里施乔夫号停泊于赫尔辛基（1920年代中期）

### 结局
直至战争结束，伏里施乔夫号都在但泽担当潜艇事务检查部门的宿营船。1919年6月17日，即结束一战的《凡尔赛条约》签署前不久，除奥丁号外的所有岸防舰均从海军序列中除籍。随后，来自汉堡的船东阿诺尔德·伯恩斯坦购入了伏里施乔夫号、奥丁号和埃吉尔号。1923年，伏里施乔夫号在吕斯特林根的德意志船厂被改造为摩托货船。其原有的舰艛、装甲、轮机和少量剩余的武器均被移除。舰只由两台U艇发动机提供动力，每台功率为550匹马力。伏里施乔夫号仅以货船身份服役了七年，然后于1930年在但泽拆解报废。
根据1900年第二部《舰队法》中规定的战列舰（含岸防舰）20年使用年限，无畏舰奥尔登堡号得以于1910年作为伏里施乔夫号的替舰而下水。

## 脚注
注释
1. ↑  SMS表示, 即“陛下之舰”。
2. ↑  所有德国舰船在订购时都会被赋予临时代号；其中新增编入舰队的使用字母代号，而用于替换旧舰的则使用“（旧舰名）替舰”。[5]

引用
1. ↑  Dodson，第33–34頁.
2. ↑  Gröner，第10–11頁.
3. ↑  Dodson，第34頁.
4. 1 2  Gröner，第11頁.
5. ↑  Gröner，第56頁.
6. ↑  Hildebrand & Röhr & Steinmetz，第159–161頁.
7. ↑  Gardiner，第246頁.
8. ↑  Sondhaus，第195頁.
9. 1 2 3 4 5 6 7 8  Hildebrand & Röhr & Steinmetz，第160頁.
10. ↑  Bird，第49頁.
11. ↑  The Navy，第10頁.
12. ↑  Gardiner & Gray，第142頁.
13. ↑  Hildebrand & Röhr & Steinmetz，第161頁.
14. ↑  Gröner & Jung & Maass，第48頁.